# Moebelia berolinensis
Moebelia berolinensis är en spindelart som först beskrevs av Jörg Wunderlich 1969.  Moebelia berolinensis ingår i släktet Moebelia och familjen täckvävarspindlar.
Artens utbredningsområde är Tyskland. Inga underarter finns listade i Catalogue of Life.